# KIA 타이거즈의 KBO 리그 상 수상자 목록
다음은 해태 타이거즈 시절을 포함해 KIA 타이거즈 선수 중 야구 관련 상을 받은 선수들의 목록이다.

## KBO MVP
- 1985년 김성한(내야수)
- 1986년 선동열(투수)
- 1988년 김성한(내야수)
- 1989년 선동열(투수)
- 1990년 선동열(투수)
- 1994년 이종범(내야수)
- 2009년 김상현(내야수) - 트레이드 선수 최초
- 2011년 윤석민(투수)
- 2017년 양현종(투수)
- 2024년 김도영(내야수)

## KBO 최우수 신인상
- 1985년 이순철(외야수) - 수상 당시는 3루수
- 2021년 이의리(투수)

## KBO 골든글러브
2020년까지 타이거즈의 골든 글러브 수상자는 전신 해태 타이거즈의 기록을 합쳐 총 68명으로 10개 구단 중 가장 많은 수상자를 보유하고 있다.
| 선수            | 포지션           | 수상 횟수 | 연도                      | 참고                                                          |
| --------------- | ---------------- | --------- | ------------------------- | ------------------------------------------------------------- |
| 차영화          | 2루수            | 1         | 1982                      |                                                               |
| 김준환          | 외야수           | 1         | 1982                      |                                                               |
| 김종모          | 외야수           | 4         | 1983-83, 1986-87          |                                                               |
| 김성한          | 1루수            | 6         | 1985-89, 1991             |                                                               |
| 이순철          | 3루수/ 외야수    | 5         | 1985, 1988, 1991-93       | 1985년만 3루수 부문 수상임.                                   |
| 선동열          | 투수             | 6         | 1986, 1988-91, 1993       |                                                               |
| 한대화          | 3루수            | 6         | 1986-91                   |                                                               |
| 김봉연          | 지명 타자        | 1         | 1986                      |                                                               |
| 장채근          | 포수             | 3         | 1988, 1991-92             |                                                               |
| 박철우          | 지명타자         | 1         | 1989                      |                                                               |
| 이호성          | 외야수           | 2         | 1990-91                   |                                                               |
| 이종범          | 유격수, 외야수   | 6         | 1993-94, 1996-97, 2002-03 | 2002-03년은 외야수 부문 수상                                  |
| 홍현우          | 3루수            | 3         | 1995-97                   |                                                               |
| 박재용          | 지명 타자        | 2         | 1996-97                   |                                                               |
| 이대진          | 투수             | 1         | 1997                      |                                                               |
| 김종국          | 2루수            | 1         | 2002                      |                                                               |
| 홍세완          | 유격수           | 1         | 2003                      |                                                               |
| 아킬리노 로페즈 | 투수             | 1         | 2009                      |                                                               |
| 김상훈          | 포수             | 1         | 2009                      |                                                               |
| 최희섭          | 1루수            | 1         | 2009                      |                                                               |
| 김상현          | 3루수            | 1         | 2009                      |                                                               |
| 윤석민          | 투수             | 1         | 2011                      |                                                               |
| 안치홍          | 2루수            | 3         | 2011,2017-18              |                                                               |
| 이용규          | 외야수           | 3         | 2006,2011-12              |                                                               |
| 김주찬          | 외야수           | 1         | 2016                      |                                                               |
| 최형우          | 외야수, 지명타자 | 3         | 2016,2017,2020            | 2016년 시즌은 삼성에서 뛰었으나 수상 때는 FA로 KIA 소속이었음 |
| 양현종          | 투수             | 1         | 2017                      |                                                               |
| 김선빈          | 유격수           | 1         | 2017                      |                                                               |
| 버나디나        | 외야수           | 1         | 2017                      |                                                               |

## 역대 개인 기록 수상자(투수 부문)

### 다승
- 1986년 선동열 24승 6패
- 1989년 선동열 21승 3패
- 1990년 선동열 22승 6패
- 1991년 선동열 19승 4패
- 1993년 조계현 17승 6패
- 1994년 조계현 18승 5패 - 공동 다승왕
- 2002년 마크 키퍼 19승 9패
- 2004년 다니엘 리오스 17승 8패 - 공동 다승왕
- 2009년 로페즈 14승 5패 - 공동 다승왕
- 2011년 윤석민 17승 5패
- 2017년 양현종 20승 6패 공동 수상
- 2017년 헥터 20승 5패 공동수상

### 선발승 (비공식 분야)
- 1986년 선동열 17선발승
- 1989년 이강철 15선발승 - 공동 최다 선발승
- 1992년 이강철 17선발승 - 공동 최다 선발승(역대 잠수함 투수 단일시즌 최다 선발승)
- 1993년 조계현  17선발승
- 1994년 조계현 18선발승 - 공동 최다 선발승
- 1997년 이대진 17선발승
- 2002년 마크 키퍼 19선발승
- 2004년 다니엘 리오스 17선발승 - 공동 최다 선발승
- 2009년 로페즈 14선발승 - 공동 최다 선발승(역대 최다 선발승 투수 최소 선발승 타이)
- 2010년 양현종 16선발승 - 공동 최다 선발승
- 2011년 윤석민 17선발승
- 2017년 양현종 20선발승 - 공동 최다 선발승(역대 좌완투수 단일시즌 최다 선발승 타이 기록)
- 2017년 헥터 20선발승 - 공동 최다 선발승

### 선발 평균자책점
- 년도 - 선수 - 선발등판 - 이닝 - 자책 - 평균자책점

- 1986년 선동열 22 - 196 - 25 - 1.15
- 1987년 선동열 11 - 94 1/3 - 7 - 0.67
- 1988년 선동열 12 - 101 1/3  - 14 - 1.24
- 1989년 선동열 12 -  92    -  17  - 1.66
- 1990년 선동열 16 -  121   -  13  - 0.97
- 1991년 선동열 22 -  174 1/3 - 33 - 1.70
- 1995년 조계현 19 -  126  -   24  - 1.71
- 1996년 조계현 26 -  186  -  41  -  1.98
- 2008년 윤석민 23 - 153 - 40 - 2.35
- 2011년 윤석민 25 - 168 1/3 - 47 - 2.51
- 2015년 양현종  31 - 184 - 50 - 2.45
- 2019년 양현종  29 - 184 2/3 - 47 - 2.29

### 평균자책점
- 년도 - 선수 - 이닝 - 자책 - 평균자책점
- 1985년 선동열 111 - 21 - 1.70
- 1986년 선동열 262 2/3 - 29 - 0.99
- 1987년 선동열 162 - 16 - 0.89
- 1988년 선동열 178 1/3 - 24 - 1.21
- 1989년 선동열 169 - 22 - 1.17
- 1990년 선동열 190 1/3 - 24 - 1.13
- 1991년 선동열 203 - 35 - 1.55
- 1993년 선동열 126 1/3 - 11 - 0.78
- 1995년 조계현 126 - 24 - 1.71
- 2008년 윤석민 154 2/3 - 40 - 2.33
- 2011년 윤석민 172 1/3 - 47 - 2.45
- 2015년 양현종 184 1/3 - 50 - 2.44
- 2019년 양현종 184 2/3 - 47 - 2.29

### 최다 탈삼진
- 1986년 선동열 214K
- 1988년 선동열 200K
- 1989년 선동열 198K
- 1990년 선동열 189K
- 1991년 선동열 210K
- 1992년 이강철 155K
- 1995년 이대진 163K
- 1998년 이대진 183K
- 2002년 김진우 177K
- 2011년 윤석민 178K

### 최다 세이브 포인트(세이브, 구원승)
- 1993년 선동열 10구원승 31세이브 41SP
- 1995년 선동열 5구원승 33세이브 38SP
- 1998년 임창용 8구원승 34세이브 42SP

### 최다 세이브(구원승 제외)
- 1993년 선동열 31세이브
- 1995년 선동열 33세이브
- 1998년 임창용 34세이브

### 최고 승률
- 1989년 선동열 0.875
- 1990년 선동열 0.786
- 1991년 선동열 0.826
- 2011년 윤석민 0.773
- 2017년 헥터 0.800

### 선발 최고 승률
- 1990년 선동열 0.786(11승 3패)
- 1991년 선동열 0.789(15승 4패)
- 1996년 조계현 0.727(16승 6패)
- 1997년 이강철 0.786(11승 3패)
- 2011년 윤석민  0.773(17승 5패)
- 2017년 양현종 0.800(20승 5패)

## 역대 개인 기록 수상자(타자 부문)

### 최고 타율
- 1990년 한대화 418타수 140안타 타율 0.335
- 1994년 이종범 499타수 196안타 타율 0.393
- 2002년 장성호 481타수 165안타 타율 0.343
- 2007년 이현곤 453타수 153안타 타율 0.338
- 2017년 김선빈 476타수 176안타 타율 0.370
- 2020년 최형우 522타수 185안타 타율 0.354

### 최다 홈런
- 1982년 김봉연 22홈런
- 1985년 김성한 22홈런
- 1986년 김봉연 21홈런
- 1988년 김성한 30홈런
- 1989년 김성한 26홈런
- 2009년 김상현 36홈런

### 최다 안타
- 1985년 김성한 133안타
- 1988년 김성한 131안타
- 1992년 이순철 152안타
- 1994년 이종범 196안타
- 2006년 이용규 154안타
- 2007년 이현곤 153안타

### 최고 장타율
- 1985년 김성한 0.575
- 1986년 김봉연 0.514
- 1988년 김성한 0.577
- 1989년 김성한 0.512
- 2009년 김상현 0.632

### 최고 출루율
- 1989년 한대화 0.409
- 1990년 한대화 0.432
- 1994년 이종범 0.452
- 1996년 홍현우 0.453
- 2000년 장성호 0.436
- 2002년 장성호 0.445
- 2017년 최형우 0.450

### 최다 타점
- 1982년 김성한 69타점
- 1986년 김봉연 67타점
- 1988년 김성한 89타점
- 2009년 김상현 127타점

### 최다 득점
- 1982년 김봉연 55득점
- 1985년 이순철 67득점
- 1988년 이순철 81득점
- 1989년 김성한 93득점
- 1993년 이종범 85득점
- 1994년 이종범 113득점
- 1996년 이종범 94득점
- 1997년 이종범 112득점
- 2004년 이종범 100득점
- 2009년 최희섭 98득점 - 공동 득점왕
- 2012년 이용규 86득점
- 2017년 |버나디나 118득점

### 최다 도루
- 1982년 김일권 53도루 17실패
- 1983년 김일권 48도루 22실패
- 1984년 김일권 41도루 12실패
- 1986년 서정환 43도루 23실패
- 1988년 이순철 58도루 20실패
- 1991년 이순철 56도루 18실패
- 1992년 이순철 44도루 16실패
- 1994년 이종범 84도루 15실패
- 1996년 이종범 57도루 12실패
- 1997년 이종범 64도루 15실패
- 2002년 김종국 50도루 9실패
- 2003년 이종범 50도루 9실패
- 2012년 이용규 44도루 12실패
- 2019년 박찬호 39도루 6실패
- 2022년 박찬호 42도루 8실패

## 역대 MVP

### 한국시리즈
- 1983년 김봉연(내야수)
- 1986년 김정수(투수)
- 1987년 김준환(외야수)
- 1988년 문희수(투수)
- 1989년 박철우(내야수)
- 1991년 장채근(포수)
- 1993년 이종범(내야수)
- 1996년 이강철(투수)
- 1997년 이종범(내야수)
- 2009년 나지완(외야수)
- 2017년 양현종(투수)

### 미스터 올스타(올스타전 MVP)
- 1986년 김무종(포수)
- 1987년 김종모(외야수)
- 1988년 한대화(내야수)
- 1992년 김성한(내야수)
- 2003년 이종범(외야수)
- 2009년 안치홍(내야수) - 고졸루키 최초, 최연소 미스터 올스타

## 최동원상(투수상)
- 2014년, 2017년 양현종